# Маліново-Старе
Маліново-Старе (пол. Malinowo Stare) — село в Польщі, у гміні Червін Остроленцького повіту Мазовецького воєводства.
Населення — 126 осіб (2011).
У 1975-1998 роках село належало до Остроленцького воєводства.

## Демографія
Демографічна структура станом на 31 березня 2011 року:
|          | Загалом | Допрацездатний вік | Працездатний вік | Постпрацездатний вік |
| -------- | ------- | ------------------ | ---------------- | -------------------- |
| Чоловіки | 62      | 17                 | 38               | 7                    |
| Жінки    | 64      | 13                 | 33               | 18                   |
| Разом    | 126     | 30                 | 71               | 25                   |